# لوک خوش‌شانس (فیلم ۱۹۹۱)
لوک خوش‌شانس (انگلیسی: Lucky Luke) فیلم در سبک کمدی و وسترن به کارگردانی ترنس هیل است که در سال ۱۹۹۱ منتشر شد. از بازیگران آن می‌توان به ترنس هیل، کورنبرگ میلر، ران کری و نانسی مورگان اشاره کرد.

## داستان
لوک خوش‌شانس کلانتر شهر دیزی می شود و همه جنایتکاران را فراری می دهد.  سپس برادران دالتون از راه می رسند و سعی می کنند سرخپوستان را وادار به شکستن پیمان صلح و حمله به شهر کنند.